# Памятник 49 коммунарам
Памятник 49 коммунарам — памятник в Ленинском районе Севастополя в сквере у южного входа на кладбище Коммунаров, выше братской могилы. Памяти 49 большевиков подпольщиков и участников революционного движения в Севастополе — жертвам белогвардейского террора. Открыт 22 ноября 1937 года.

## Архитектура
Создан по проекту архитектора М. А. Садовского, скульпторов Л. С. Смерчинского (барельефы на пилоне), С. С. Карташева. Представляет собой массивный призматический пилон из балаклавского розового мраморовидного известняка, установленный на трёхступенчатом пьедестале. На лицевой стороне укреплена мраморная доска с именами 49 погибших подпольщиков. На пилоне — надпись-посвящение и барельефы из силумина на темы революции и Гражданской войны. Общая высота — 6,5 м.
Является объектом культурного наследия народов РФ регионального значения.

## Список 49 коммунаров

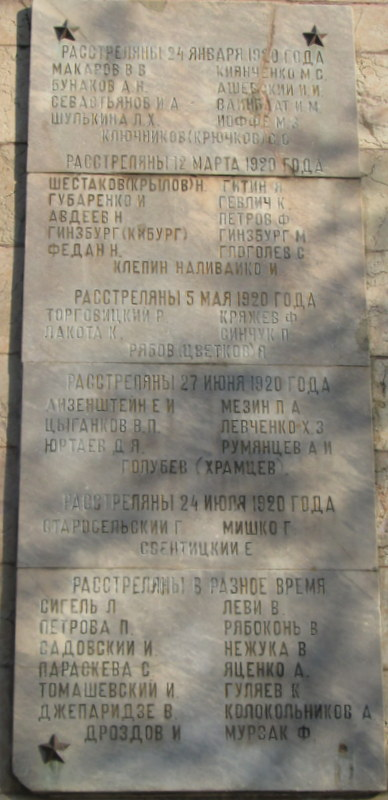
Мраморная доска с именами 49 коммунаров

Список содержит фамилии и инициалы 49 коммунаров, расстрелянных Вооружёнными силами Юга России в Крыму в 1919—1920-х годах, в том виде, в каком они указаны на памятной доске.
| Расстреляны 24 января 1920 года (9 чел.) | Расстреляны 12 марта 1920 года (11 чел.) | Расстреляны 5 мая 1920 года (5 чел.)                            | Расстреляны 26 — 27 июня 1920 года (7 чел.)                                                              | Расстреляны 24 июля 1920 года (3 чел.)  | Расстреляны в разное время (14 чел.) |
| --- | --- | --------------------------------------------------------------- | --- | --------------------------------------- | --- |
| Макаров В. В. Бунаков А. Н. Севастьянов И. А. Шулькина Л. Х. Киянченко М. С. Ашевский И. И. Вайнблат И. М. Иоффе М. З. Ключников (Крючков) С. С. | Шестаков (Крылов) Н. Губаренко И. Авдеев Н. Гинзбург (Кибург) Федан Н. Гитин Я. Гевлич К. Петров Ф. Гинзбург М. Глоголев С. Клепин Наливайко И. | Торговицкий Р. Лакота К. Кряжев Ф. Синчук П. Рябов (Цветков) Я. | Айзенштейн Е. И. Цыганков В. П. Юртаев Д. Я. Мезин П. А. Левченко Х. З. Румянцев А. И. Голубев (Храмцев) | Старосельский Г. Мишко Г. Свентицкий Е. | Сигель Л. Петрова П. Садовский И. Параскева С. Томашевский И. Джепаридзе В. Дроздов И. Леви В. Рябоконь В. Нежука В. Яценко А. Гуляев К. Колокольников А. Мурзак Ф. |